# Лырёв, Никита Иванович
Никита Иванович Лырёв (Лырьев; 1893, неизвестно — 1941, неизвестно) — советский государственный деятель, председатель исполнительного комитета Винницкого, Криворожского и Сумского окружных советов. Член ВУЦИК.

## Биография
Родился в 1893 году.
Член РКП(б) с 1918 года.
23 октября 1918 — 5 мая 1919 года — председатель Рязанской губернской чрезвычайной комиссии.
В 1923—1924 годах — председатель исполнительного комитета Винницкого окружного совета.
В 1924 году — 14 мая 1926 года — председатель исполнительного комитета Криворожского окружного совета.
В июне 1928 — июле 1930 года — председатель исполнительного комитета Сумского окружного совета.
Умер в 1941 году.